# Mollinedia widgrenii
Mollinedia widgrenii är en tvåhjärtbladig växtart som beskrevs av A. Dc.. Mollinedia widgrenii ingår i släktet Mollinedia och familjen Monimiaceae. Inga underarter finns listade i Catalogue of Life.